# Adobe Captivate

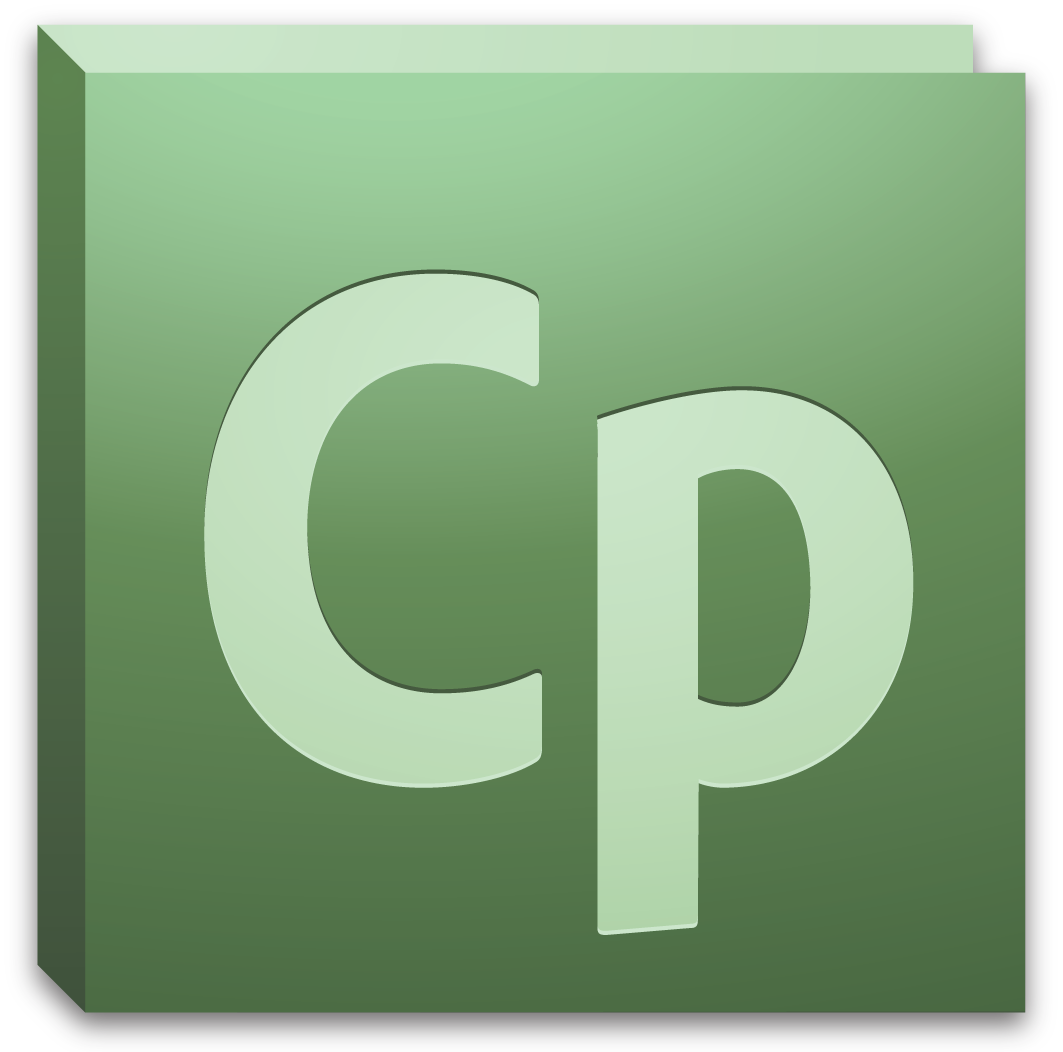
Logo von Adobe Captivate v5.0

Adobe Captivate ist eine Software der Firma Adobe Inc. zur Erstellung von E-Learnings, Software-Demos und Bildschirmaufzeichnungen (siehe auch Screencast).

## Einführung
Dieses Autorenwerkzeug eignet sich dazu, interaktive Simulationen, Tutorials, Software-Demos, szenario-basierte Schulungen, E-Learning-Anwendungen, Wissensspiele und -tests zu entwickeln. Die fertigen Filme können ohne Flash- oder Programmier-Kenntnisse mit interaktiven Elementen, Beschriftungen, Multimedia- und Quiz-Elementen oder Verzweigungen versehen werden.
Die Ergebnisse lassen sich mit benutzerdefinierten Skins und Inhaltsverzeichnissen versehen. Außerdem können mehrere Projekte über ein Menü (Aggregator-Projekt) kombiniert werden. Als Veröffentlichungsformate bieten sich SWF, HTML5, EXE, APP, MP4 und PDF an. Daneben unterstützt Captivate auch Barrierefreiheit (nach der Section 508) und ermöglicht die Veröffentlichung von Paketen für Learning-Management-Systeme (SCORM, AICC, PENS).

## Neuerungen in Adobe Captivate 3
Im Vergleich zur Vorgängerversion gibt es in Adobe Captivate 3 die folgenden Neuerungen:
- Automatische Wiederaufzeichnung für browserbasierte Anwendungen
- Gleichzeitige Aktivierung aller Aufzeichnungsmodi möglich
- Export von Textinhalten nun auch in XML
- Fragen können in Fragenpools gesammelt und projektübergreifend wiederverwendet werden
- Zufallsfragen, die aus Fragenpools generiert werden
- Rollover-Minifolien, die u. a. Texte, Videos oder Bilder anzeigen, wenn der Benutzer mit der Maus über einen bestimmten Bereich fährt
- Unterstützung des Imports von MS-Office-2007-Dateien
- Erweiterte PowerPoint-Schnittstelle (Übernahme von Animationen)
- Unterstützung von Microsoft Windows Vista
- Funktionale Verbesserungen (z. B. ein Echtzeit-Aufzeichnungsmodus und eine erweiterte Verzweigungsansicht)
- Nur in der Technical Communication Suite: Schnittstelle zu Robohelp

## Neuerungen in Adobe Captivate 4
Im Vergleich zur Vorgängerversion gibt es in Adobe Captivate 4 die folgenden Neuerungen:
- Kommentierbare SWFs (Adobe AIR), deren Kommentare zurück in Captivate importiert werden können
- Erweiterte Projektvorlagen mit Platzhaltern
- Design-Vorlagen, die gestalterische Vorgaben für alle Anzeige- und Interaktionselemente sowie Skins und Folientypen ermöglichen
- Flash-Widgets
- Erweiterte PowerPoint-Schnittstelle (Aktive Verknüpfung von PowerPoint-Dateien, Übernahme von Audio)
- Erweitertes Inhaltsverzeichnis- und Menüwerkzeug (Aggregator)
- Text-to-Speech, um Text in Sprache umzuwandeln (nur für Englisch optimiert)
- Variablen und erweiterte Aktionen
- Erweiterte Ausgabemöglichkeiten (PDF, AVI, ActionScript 2 / ActionScript 3)
- Photoshop-Schnittstelle mit Ebenen-Unterstützung
- Nur in der eLearning Suite: Schnittstelle zu Soundbooth (zur Soundweiterverarbeitung), Device Central (zur Erstellung mobiler Captivate-Projekte)

## Neuerungen in Adobe Captivate 5
Im Vergleich zur Vorgängerversion gibt es in Adobe Captivate 5 die folgenden Neuerungen:
- Neue Benutzeroberfläche auf Basis von frei kombinierbaren Bedienfeldern und Arbeitsbereichen
- Objektstile: Formatvorgaben für Objekte
- Folienmaster
- Adobe Captivate Quiz Results Analyzer: Auswertung von Lernfortschritten ohne Lernplattform
- Effekte: Die Möglichkeit, Objekte in Captivate direkt zu animieren
- Folienvideos: Videos, die synchron zum Projekt sind und optional über mehrere Folien verteilt werden können
- Integrierter Editor für Full-Motion-Aufzeichnungen (FMR)
- Neue mitgelieferte Widgets
- Vollständiger Umstieg auf ActionScript 3
- Veröffentlichungsformat F4V löst AVI ab

## Neuerungen in Adobe Captivate 5.5
Im Vergleich zur Vorgängerversion gibt es in Adobe Captivate 5.5 die folgenden Neuerungen:
- Drehung und Schattierung von Objekten
- Verlaufsfüllungen für Hintergründe und Zeichenobjekte
- Gestaltete Quizvorlagen werden mitgeliefert
- Optimierung der Quiz-Überprüfungsfunktion
- Veröffentlichungsformat MP4 löst F4V ab
- Direkte Schnittstelle zu YouTube

## Neuerungen in Adobe Captivate 6
Im Vergleich zur Vorgängerversion gibt es in Adobe Captivate 6 die folgenden Neuerungen:
- Veröffentlichung in HTML5
- Videobasierte Bildschirmaufnahmen mit Zoom- und Schwenk-Funktion
- (Interaktive) Smartformen
- Designs (Themes)
- Interaktionen: Vorgefertigte Interaktionsbausteine
- Auswahl an virtuellen Lernbegleitern in unterschiedlichen Posen
- Neue Quizfunktionen: Vortest, „Alle senden“, erweiterte Verzweigungen, Straf- und Teilpunkte
- Erweitertes Folienmasterkonzept mit Hauptfolienmaster, Inhalts- und Quizfolienmastern sowie Platzhalter-Funktion
- Texteffekte
- Hyperlinks
- Spiegelung von Objekten
- Gruppierung von Objekten
- Optimierung der SCORM- und AICC-Schnittstellen

## Neuerungen in Adobe Captivate 7
Im Juni 2013 erschien Adobe Captivate 7.
Es gibt folgende Neuerungen:
- Drag-and-Drop-Interaktionen erstellen
- Systemaudio aufzeichnen
- Verbesserte HTML5-Unterstützung
- Intelligente Hilfslinien verwenden
- Objektnamen und Variablen
- Objekte duplizieren
- CPVC-Projektdateien importieren
- GIFT-Formatdateien importieren
- Suchen und Ersetzen
- Erweiterte Aktionen wiederverwenden
- Moodle-LMS- und TinCan-Unterstützung
- Verbesserte Barrierefreiheit
- App Packager
- Integrierter Multi SCO-Packager
- RTL-Sprachunterstützung
- Editor für Gleichungen
- Neue Interaktionen
- Erweiterte Einstellmöglichkeiten bei Texteingabefeldern

## Neuerungen in Adobe Captivate 8
Im Mai 2014 erschien Adobe Captivate 8.
Es gibt folgende Neuerungen:
- Neue Benutzeroberfläche
- Projekt mit automatischer Anpassung: Responsive Projekte erstellen
- Gestensteuerung
- Geolocation
- Vorschau über Adobe Edge Inspect
- Native Unterstützung für HTML5-Objekte
- Schaltflächenzustände für Smartformen
- Eigene Smartformen wiederverwenden
- Nicht verwendete Variablen auswählen
- Designfarben
- Popup-Bereinigung in Videodemos
- Personen in hoher Auflösung einfügen
- Neue Personen
- Neue Lerninteraktionen
- Beispielprojekte

## Neuerungen in Adobe Captivate 9
Im August 2015 erschien Adobe Captivate 9.
Es gibt folgende Neuerungen:
- Adobe Captivate Draft: Storyboards/Drehbücher am Tablet skizzieren
- Objektstatus: Objekten mehrere Zustände bzw. Status zuweisen
- Effekte 2.0
- Grafiken im Vektorformat (SVG) einfügen
- Erweiterungen im Bereich Quiz:
  - Neuer Fragentyp „Folie für Wissensüberprüfung“
  - Navigations-Schaltflächen im Überprüfungsmodus verwenden
- Erweiterungen im Bereich Responsive Projekte & HTML5:
  - Breakpoints für Tablets und Smartphones im Querformat definieren
  - Gestensteuerung für einzelne Folien deaktivieren
- Vorschau in der SCORM-Cloud
- Kostenfreier Zugriff auf die Bibliothek von eLearning Brothers
- Personen in verschiedenen Ausschnitten einfügen
- Neue Lerninteraktionen

## Neuerungen in Adobe Captivate 2017
Im April 2017 erschien Adobe Captivate 2017. Es gibt folgende Neuerungen:
- Erweiterungen im Bereich Responsive Projekte:
  - Fluid Boxes: Flexible Layout-Container, die sich intelligent an die Größe des Endgerätes anpassen
  - Umwandlung von klassischen in responsive Projekten
- Adobe Typekit: Einbettung nicht-websicherer Schriften in E-Learning-Einheiten
- Neue Objektstatus
- Integrierter Objektstatus auf Folienmastern
- Erweiterte Aktionen: Bedingte Registerkarten / While-Schleifen
- Überarbeitete Bilduntertitelung

## Neuerungen in Adobe Captivate 2019
Im August 2018 erschien Adobe Captivate 2019. Es gibt folgende Neuerungen:
- Virtual-Reality-Folien und -Projekte: Projekte mit 360-Grad-Bildern und -Videos
- Live-Vorschau auf Geräten: VR-Projekte und responsive Projekte live auf Geräten abspielen
- CSV-Import von Fragenfolien
- Videodemo mit Webcam
- YouTube-Videos als Folienvideos einbetten
- Interaktive Videos mit Lesezeichen
- Erweiterungen im Bereich Responsive Projekte im Fluid-Box-Modus

## Versionen
Adobe Captivate wurde ursprünglich von der New Yorker Softwarefirma Nexus Concepts LLC entwickelt. Anschließend ging die Software als RoboDemo an eHelp Cooperation. 2004 kaufte Macromedia die Software und erstellte die erste offizielle Captivate-Version. 2006 kam die erste Adobe-Captivate-Version auf den Markt.
- FlashCam (2001)
- RoboDemo 2 (2002)
- RoboDemo 3 (2002)
- RoboDemo 4 and eLearning Edition (2003)
- RoboDemo 5 and eLearning Edition (2003)
- Macromedia Captivate (2004)
- Adobe Captivate 2 (2006)
- Adobe Captivate 3 (2007)
- Adobe Captivate 4 (2009)
- Adobe Captivate 5 (2010)
- Adobe Captivate 5.5 (2011)
- Adobe Captivate 6 (2012)
- Adobe Captivate 7 (2013)
- Adobe Captivate 8 (2014)
- Adobe Captivate 9 (2015)
- Adobe Captivate 2017 (2017)
- Adobe Captivate 2019 (2018)

## Captivate-Dateiformate
| .aggr (Aggregator file)                 | Eine Datei, die mit dem Aggregator erstellt wurde (ab Captivate 4). Diese Aggregator-Dateien fassen mehrere Projekte in einem Menü zusammen.                              |
| .cprr (Captivate rerecording file)      | Ein Wiederaufzeichnungsskript auf XML-Basis, das Aufzeichnungsschritte enthält und diese in einer automatischen Wiederaufzeichnung ausführt (bis Captivate 4).            |
| .cp (Captivate project file)            | Eine Captivate-Projekt-Datei bis Captivate 4. |
| .cptx (Captivate project file)          | Eine Captivate-Projekt-Datei ab Captivate 5. |
| .cpdt (Captivate design template file)  | Eine Designvorlage, die mit Captivate 4 erstellt wurde. Diese können auf Captivate-Projekte und Projektvorlagen angewandt werden.                                         |
| .cptl (Captivate project template file) | Eine Projektvorlage, auf deren Basis Captivate-Projekte mit bereits vordefinierten Formatvorgaben, Funktionen, Inhalten und Einstellungen erstellt werden können.         |
| .cptm (Captivate theme file)            | Eine Design-Datei, welche Hintergründe, Stile, Schriften, Layouts vereint (ab Captivate 6).                                                                               |
| .cps (Captivate styles file)            | Eine Objektstil-Datei, welche einen oder mehrere Objektstil(e) umfasst (ab Captivate 5).                                                                                  |
| .crev (Captivate review file)           | Eine kommentierbare SWF-Datei. Zum Abspielen und Kommentieren wird Captivate nicht benötigt, sondern nur Adobe AIR und der kostenlose Captivate-Reviewer (AIR-Anwendung). |